# Meersporigheid

Enkelsporig
Dubbelsporig
3-sporig
4-sporig

Van meersporigheid wordt gesproken wanneer een baanvak uit meer dan een spoor bestaat, dit ter onderscheiding van baanvakken die uit slechts een spoor bestaan.
Deze termen zijn alleen geldig op de vrije baan, dus buiten de stations en emplacementen.

## Enkelspoor
Bij een enkelspoor rijden de treinen uit beide richtingen over hetzelfde spoor. In de stations kunnen tegemoetkomende treinen elkaar kruisen. Ook kunnen sneltreinen de stoptreinen inhalen, maar sneltreinen rijden zelden op enkelspoor. Stopplaatsen zonder kruisingsmogelijkheid worden halte genoemd. Bij een enkelsporig traject moet de dienstregeling gebaseerd worden op de kruisingsmogelijkheden. Een vertraging heeft dus ook gevolgen voor tegemoetkomend verkeer.
Soms ligt het passeerspoor niet bij een station en kruist een van beide treinen op hoge snelheid de andere. Dit wordt een vliegende kruising genoemd. Een voorbeeld hiervan is het passeerspoor (en voormalig station) Laren-Almen in de spoorlijn Zutphen-Hengelo. Een andere vliegende kruising vindt te Zoeterwoude plaats op het baanvak Leiden Lammenschans-Alphen aan den Rijn. In België ligt vliegend spoor tussen De Panne en Koksijde.
In 2003 was 924 kilometer van het Nederlandse spoorwegnet (Totaal 2811 kilometer) enkelsporig.
Enkelspoor beperkt in sterke mate de baanvakcapaciteit en de dienstregeling van een spoorlijn. In de dienstregeling wordt het patroon vastgelegd waar de treinen elkaar kruisen. De hoogst haalbare frequentie (uurdienst, halfuurdienst, kwartuurdienst) wordt bepaald door de langste enkelspoorsecties zonder kruising, in de reistijd gemeten. Op de plaatsen waar de treinen volgens dienstregeling zouden kruisen moet ook een kruismogelijkheid liggen, anders moet een van de treinen op de andere trein wachten op een dichtbij gelegen kruismogelijkheid. Om een geplande dienstregeling te verwezenlijken is het soms noodzakelijk om extra kruismogelijkheden te bouwen. Een andere beperking is dat voor de betrokken spoorlijn vaak een landelijke/Europese symmetrietijd gerespecteerd moet worden in verband met de aansluitingen. Hierdoor kan maar beperkt gesleuteld worden aan de vertrektijden aan beide eindpunten van de enkelsporige spoorlijn om de kruisplekken beter af te stemmen. Een groot nadeel is dat een verstoring van de dienstregeling in een richting doorwerkt in de andere richting daar de treinen elkaar niet meer op de geplande kruisplekken passeren of op elkaar moeten wachten. Om de dienstregeling ´robuust´ te maken worden ruimere halteertijden bij de kruisstations gepland of extra kruisplekken voorzien om vertragingen op te vangen. Een manier om de baanvakcapaciteit te verhogen is om de snelheid van de treinen te verhogen zodat een enkelspoorsectie minder lang bezet wordt en een tegenligger eerder kan vertrekken. Stopplaatsen zonder kruismogelijkheid worden daarom vermeden. 
Buiten Nederland zijn er nog steeds enkele spoorlijnen waarbij het enkelspoor beveiligd is door middel van een authenticatie-systeem waarbij de machinist een voorwerp bij zich moet hebben om door te mogen rijden. Dit kan een staaf (loodsstok) zijn die overhandigd wordt, maar er kunnen ook ingenieuze apparaten aan te pas komen, zoals op de smalspoorlijn tussen Kalka en Shimla in India.

### Enkelspoor bij trams
Een tramlijn kan één of meerdere enkelsporige delen hebben, afgezien van een gewone keerlus. De infrastructuur kan het noodzakelijk of praktisch maken om heen en terug een andere straat te volgen, bijvoorbeeld vanwege smalle straten. In Schiebroek bijvoorbeeld rijdt de tram een grote enkelsporige lus door de wijk. In Amsterdam zijn er enkelsporige delen bij het Centraal Station. In Den Haag is er één spoor op de Laakkade en één op de Laakweg. In Diemen is er een enkelsporige verbinding op vrije baan met een GVB-vestiging. Zolang zulke trajecten in de normale rijrichting worden bereden of op vrije baan liggen zijn er geen maatregelen nodig. 
Er zijn echter ook trajecten die in twee richtingen bereden worden, net als bij treinen. Meestal zijn er dan seinlichten om botsingen te voorkomen, maar het kan ook door middel van communicatie, zoals op de museumtramlijn Amsterdam. Als zo'n traject in de weg ligt (straatspoor) dan kan het zijn dat éénrichtingsverkeer voor auto's nodig zijn, zoals in Amsterdam (Amstelstraat) (eigenlijk strengelspoor), of een algeheel verbod voor auto's. Waarschuwingslichten zijn ook mogelijk, zoals in Gmunden. Maar helemaal geen beveiliging komt ook voor, zoals in de Leidsestraat in Amsterdam (eigenlijk strengelspoor). Vroeger kwam dit veel meer voor, vooral op interlokale lijnen. Op het enorme Belgische streektramnet hadden de meeste lijnen enkelspoor met seinlichten. Op straattrajecten werd daardoor vaak kilometers lang links tegen het verkeer in gereden. De enige 'beveiliging' om botsing met auto's te voorkomen was de claxon. Sommige lijnen reden zo weinig dat men seinlichten te duur vond. Daar bleef de loodsstok in gebruik tot aan de opheffing. Alleen met die stok mag een tram doorrijden. Op de Kusttramlijn en op de museumtramlijn te Thuin komt nog wel wat enkelspoor voor, ook op straat tegen het autoverkeer in. Zie ook NMVB-seinstelsel.

## Strengelspoor
Strengelspoor is dubbelspoor waar de rails door elkaar liggen. Dit heeft als gevolg dat er slechts in één richting tegelijk over het traject gereden kan worden, maar dat er geen wissels nodig zijn.

## Dubbelspoor

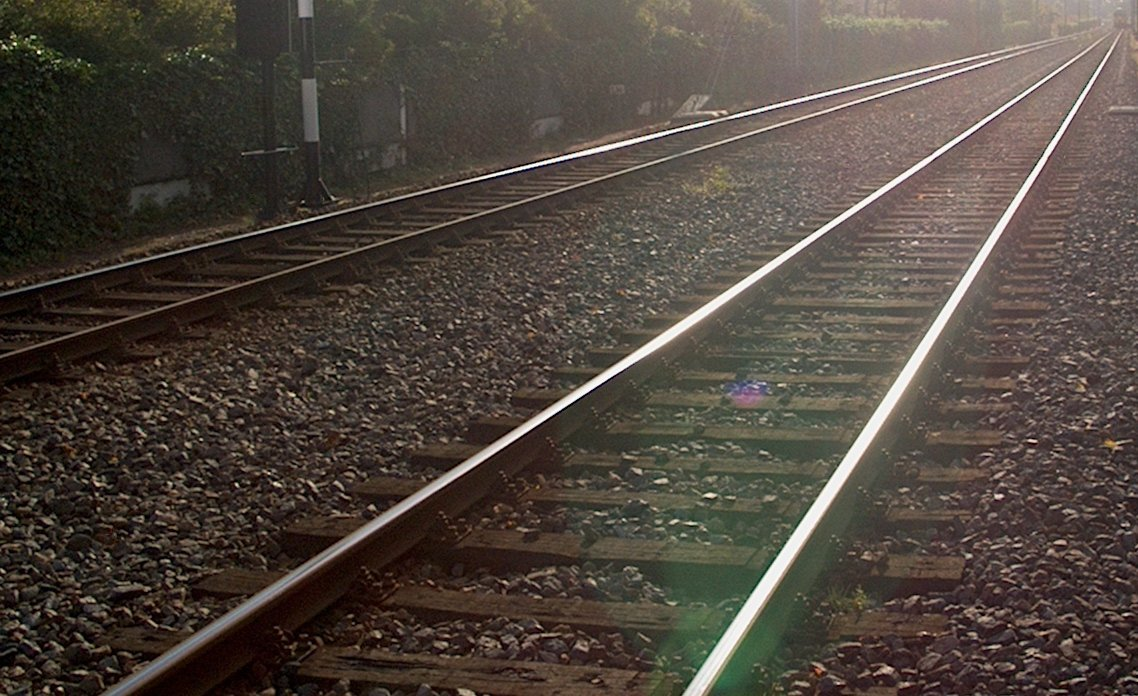
Dubbelspoor

Bij dubbelspoor liggen er twee sporen naast elkaar, waardoor het in principe mogelijk is om het verkeer in heen- en terugrichting te scheiden. Het kan ook zijn dat een van de twee sporen niet meer gebruikt wordt, en de lijn dus enkelsporig geëxploiteerd wordt. Dit was het geval aan het Rotterdamse einde van de Hofpleinlijn en is het geval bij de Oosterspoorbaan door Utrecht.
Dubbelspoor kan op verschillende wijzen beveiligd zijn. Vroeger was de beveiliging op dubbelspoor meestal zo ingericht dat elk spoor maar in een richting te gebruiken was. Tegenwoordig zijn beide sporen vaak te gebruiken voor beide richtingen. Als de beveiliging gelijkwaardig is voor beide richtingen, spreekt men van dubbel enkelspoor. Zo rijden over de tweesporige IJsselspoorbrug bij Zutphen elk half uur twee treinen naast elkaar in dezelfde richting.

### Links en rechts rijden
Treinen rijden op de Britse eilanden, in Zweden, België, Frankrijk (op Elzas-Lotharingen na), Zwitserland, Oostenrijk en Italië buiten de stations links. In uitzonderingsgevallen (bijvoorbeeld bij werkzaamheden of een ongeval), rijden ze op het andere spoor (in België noemt men dat tegenspoor, in Nederland linkerspoor). Daartoe wordt beslist door de treindienstleiders aan weerszijden van het baanvak, uiteraard als het baanvak vrij is.
In veel andere landen, waaronder Nederland, Duitsland en Roemenië, rijden de treinen normaal gesproken rechts. Bij de grens zullen treinen dus van spoor moeten wisselen, dit gebeurt meestal op een grensstation, waardoor de trein op het grensbaanvak dus een gedeelte 'aan de verkeerde kant' rijdt.
Links of rechts rijden is vaak historisch bepaald. In Engeland reed wegverkeer al links, de treinen volgden die traditie. In landen als Frankrijk (behalve Elzas en Lotharingen, die vroeger Duits waren), België en Rusland werden de spoorwegen door Britse ingenieurs aangelegd en/of met Britse investeringen gefinancierd, en werd het links rijden overgenomen. In Nederland reden sommige maatschappijen, waaronder de NRS vroeger ook links, maar dat is later gewijzigd in rechts rijden.
In Nederland rijden treinen links op de grensbaanvakken met België, op de noordelijke sporen tussen Utrecht Centraal en Blauwkapel Oost Aansluiting, en op de HSL-Zuid vanaf Barendrecht in zuidelijke richting, zie links en rechts rijden op spoorlijnen in Nederland.
Voor de veiligheid maakt het in Nederland niet meer uit of er links of rechts wordt gereden, daar vrijwel alle dubbelsporige baanvakken in beide richtingen beveiligd zijn. Het komt in bijzondere gevallen (bij omleidingen) zelfs voor dat tegelijkertijd links en rechts wordt gereden. Doordat de trein de rails volgt, kan de machinist zich immers niet vergissen.
In de tijd van de stoomlocomotieven was er wel een belangrijk verschil. Bij een stoomlocomotief bevindt het machinistenhuis zich achter de ketel, zodat de meester (machinist) naar een kant geen uitzicht heeft. Wordt er links gereden, dan staan de seinen links van het spoor, en dus moet de meester links zitten om de seinen te kunnen zien. De leerling (stoker) zit dan rechts. Het machinistenhuis is daarop ingericht: de instrumenten van de meester zitten links en de instrumenten van de stoker zitten rechts. Een dergelijke locomotief rijdt niet plezierig in een land waar de seinen rechts staan.
De stoker moet zware schoppen met kolen op het vuur gooien. Is de stoker rechtshandig, dan werkt hij waarschijnlijk het liefst van rechts naar links. Hij wil dus het liefst aan de linkerkant staan. Daaruit volgt dan weer dat rechts rijden de voorkeur heeft.
Bij moderne locomotieven zit de meester geheel vooraan, en (in Nederland) ook in het midden. Hij heeft uitzicht naar beide kanten en hij rijdt dus net zo makkelijk links of rechts. Er is dan ook geen enkele reden om de oude traditie te veranderen.
Een enigszins vermakelijke gebeurtenis deed zich voor toen de Nederlandse Spoorwegen overwogen de locomotief serie 1600 aan te schaffen, van Franse makelij. Bij deze locomotief zit de machinist links, net als de bestuurder van een auto, terwijl het in Nederland gebruikelijk is dat de meester in het midden zit. Men vroeg zich af of de machinist van een 1600 in Nederland wel voldoende zicht zou hebben op de seinen, die immers rechts van het spoor staan. Voor alle zekerheid werd er een proefrit gemaakt, en daarbij bleek dat er geen bezwaren waren.

## Driesporigheid
In enkele gevallen komt driesporigheid voor tussen een station en een splitsing. Daardoor is het mogelijk treinen van/naar twee richtingen tegelijk te laten aankomen of vertrekken. In Nederland komt dit voor bij Tilburg, 's-Hertogenbosch en Groningen.
Verder is de Hemspoortunnel tussen Zaandam en Sloterdijk driesporig uitgevoerd. Het traject tussen Bilthoven en Den Dolder is driesporig als extra inhaalmogelijkheid.
Ook de Tunnel van Botzelaer, ten zuiden van het Drielandenpunt België-Nederland-Duitsland, op de spoorlijn 24 is driesporig. Dit is strengelspoor: over het middelste spoor kunnen (te) brede transporten plaatsvinden, die anders niet door de tunnel zouden kunnen. Als het middelste spoor gebruikt wordt voor brede transporten, kunnen de twee andere niet bereden worden.
De (enkelsporige) spoorlijn 128 loopt tussen Ciney en Braibant parallel met de (dubbelsporige) spoorlijn 162.

## Viersporigheid
Bij viersporigheid worden twee sporen gebruikt voor elke rijrichting. Voor het gebruik van de vier sporen zijn verschillende mogelijkheden.
Lijnbedrijf: Twee dubbelsporige lijnen naast elkaar: ↑↓↑↓
- Twee dubbelsporige lijnen die verderop uit elkaar gaan. Voorbeelden:
  - Rotterdam - Schiedam Centrum: op Schiedam splitsten de treinen zich richting Hoek van Holland/Vlaardlingen en richting Den Haag/Delft. Dit is echter niet meer het geval voor de treinen op Schiedam, want op de Hoekse Lijn rijdt sinds 2019 de Rotterdamse Metro. Op station Schiedam Centrum worden de sporen 1 en 2, waar voorheen de treinen naar Hoek van Holland stopten, ook niet meer gebruikt.
  - De spoorlijnen vanuit Maastricht naar Sittard en Heerlen liggen over enkele kilometers direct naast elkaar. Ze waren oorspronkelijk van verschillende maatschappijen en hebben ook een eigen kilometertelling. Het zijn dan ook twee tweesporige lijnen, en niet een viersporige lijn.

In sommige plaatsen zijn er 2 parallel lopende spoorlijnen die door diverse onderlinge spooraansluitingen functioneel een viersporig traject vormen. Een voorbeeld zijn de twee spoorlijnen 25 en 27 tussen Brussel en Antwerpen. Op veel plaatsen liggen de vier sporen naast elkaar en hebben de lijnen dezelfde haltes, maar op andere plaatsen hebben de lijnen hun eigen stations. Een gemengde vorm van viersporigheid dus.
- Spoorlijnen met verschillende functies. Voorbeeld: Op de ringspoorbaan in Amsterdam lopen de metro en de spoorweg parallel.

Richtingbedrijf: ↑↑↓↓
- De linker sporen worden gebruikt voor de lijn naar A en de rechter sporen voor de lijn naar B.
  - Voorbeeld: Eindhoven-Boxtel. Even voor Boxtel splitst deze lijn zich via een vorkaansluiting in twee tweesporige lijnen, die over korte afstand naast elkaar lopen, daarbij lijnbedrijf vormend. Iets vergelijkbaars doet zich voor bij Gaasperdammerweg Aansluiting, maar daar liggen de twee lijnen enkele tientallen meters uit elkaar, en zijn het visueel ook twee aparte lijnen.
- De middelste sporen worden gebruikt voor snelverkeer (o.a. intercity's) en de buitenste twee sporen voor langzame treinsoorten (stoptreinen). Voorbeeld: Den Haag-Leiden. In sommige gevallen gaat het snelverkeer over de buitenste sporen (Amsterdam-Utrecht). Voordeel hiervan is dat voor kleinere stations volstaan kan worden met een eilandperron, alleen voor de stoptreinen. Tussen Amsterdam Amstel en Amsterdam Holendrecht worden de middelste sporen op deze manier gebruikt door metro's. Tussen Utrecht Centraal en Houten Castellum bestaat eenzelfde situatie.
- Ook de spoorlijn tussen Brussel en Leuven is op deze manier uitgevoerd. De binnenste sporen worden gebruikt door het drukke snelverkeer van IC's en HST's. De buitenste sporen worden gebruikt door de lokale treinen en (sommige) treinen naar Brussels Airport. Er zijn enkele aansluitingen tussen de respectievelijke trage en snelle sporen, maar slechts 2 tussen de 2 richtingen.

Afwijkend: ↑↓↓↑
- De buitenste sporen worden gebruik voor de heenrichting, de binnenste voor de terugrichting. Deze bijzondere situatie doet zich voor tussen Utrecht Centraal en spoorwegknooppunt Blauwkapel, tot voorbij de spoorkruising, waarna via een fly-over de doorgaande treinen richting Amersfoort weer op het rechter spoor terechtkomen.

### Viersporige trajecten

#### België
- Lange afstanden
  - 25/27: Antwerpen-Berchem - Schaarbeek (op sommige plaatsen hebben de lijnen eigen routes en haltes)
  - 36/36N: Schaarbeek - Leuven
  - 96: Brussel Zuid - Halle
  - 124: Charleroi-Centraal - Luttre
  - 50A/50C:Liedekerke - Brussel Zuid
- Korte afstanden
  - 12/27A: Antwerpen-Berchem - Noorderdokken
  - 37: Luik-Guilemins - Angleur
  - 50: Gent-St-Pieters - Merelbeke (vorming)
  - 50: Denderleeuw - Liedekerke
  - 53: Mechelen - Muizen, waarbij twee sporen met een wisselaansluiting hebben op de vorming, en 2 sporen doorlopen zonder wissel, voor snelverkeer naar Leuven.
  - 130: Namen - Flawinnee (bediening stelplaats Ronet-Formation)
  - 130C: Charleroi-Centraal - Châtelet (Formation)

#### Nederland
- Lange afstanden (allemaal richtingbedrijf, tenzij anders aangegeven)
  - Oude Lijn: Warmond Aansluiting - Leiden - Den Haag Laan van NOI. (Warmond Aansluiting-Leiden Centraal: richtingbedrijf (buitensporen Oude Lijn, binnensporen Schiphollijn). Leiden Centraal - Den Haag Mariahoeve: richtingbedrijf. Den Haag Mariahoeve - Den Haag Laan van NOI: van richtingbedrijf naar lijnbedrijf (richting Den Haag Centraal & richting Den Haag HS)).
  - Oude Lijn: Den Haag HS - Delft Campus
  - Rhijnspoorweg: Amsterdam Bijlmer ArenA - Utrecht Centraal - Utrecht Lunetten aansluiting (tussen Utrecht Centraal en Utrecht Lunetten aansluiting zijn er combinatie met Staatslijn H acht sporen).
  - Schiphollijn: Duivendrecht Aansluiting West - Hoofddorp
  - Spoorlijn Utrecht - Rotterdam: Utrecht Centraal - Woerden;
  - Staatslijn E: Boxtel - Eindhoven
  - Staatslijn H: Utrecht Centraal - Houten Castellum (tussen Utrecht Centraal en Utrecht Lunetten aansluiting zijn er combinatie met de Rhijnspoorweg acht sporen).
  - Staatslijn I: Dordrecht - Rotterdam Centraal
- Korte afstanden
  - Centraalspoorweg: Utrecht Centraal - Utrecht Overvecht - Spoorwegknooppunt Blauwkapel - Groenekan aansluiting (zie de bovenstaande paragraaf "Afwijkend").
  - Centraalspoorweg & Spoorlijn Amsterdam - Zutphen: Amersfoort - Amersfoort Aansluiting  (richtingbedrijf).
  - Spoorlijn Aken - Maastricht & Staatslijn E &: Maastricht - Maastricht Aansluiting (lijnbedrijf).
  - Spoorlijn Amsterdam - Zutphen & Spoorlijn Weesp - Leiden: Gaasperdammerweg aansluiting (ten zuiden van Diemen) - Weesp (richtingbedrijf).
  - Spoorlijn Arnhem - Leeuwarden & Spoorlijn Zwolle - Emmen: Zwolle - Herfte aansluiting (lijnbedrijf).
  - Spoorlijn Harlingen - Nieuwe Schans & Spoorlijn Meppel - Groningen: Groningen Europapark - Groningen (lijnbedrijf).
  - Spoorlijn Utrecht - Rotterdam: Gouda Goverwelle - Gouda (richtingbedrijf).

- Toekomstige verdubbelingen
  - Oude Lijn: Delft Campus - Schiedam Centrum. Er is rijksbudget vrijgemaakt dat de helft van de kosten dekt om dit traject viersporig te maken, er is (nog) geen financiering voor de andere helft.
  - Oude Lijn: Schiedam Centrum - Rotterdam Centraal. De sporen van de voormalige Hoekse Lijn worden gebruikt om dit traject om te bouwen tot een viersporig-baanvak voor de Oude lijn (richtingbedrijf). Gereed eind 2024. (Tot 1 april 2017 vormden deze twee spoorlijnen op dit traject een viersporig baanvak in lijnbedrijf.)
  - Staatslijn H: Den Bosch - Vught Aansluiting (van 3 naar 4 sporen). Bouw start in 2022, gereed in 2030.[1]

## Zessporigheid
Met name bij enkele grote steden zijn er zessporige trajecten. Redenen voor zessporigheid zijn een grote verkeersvraag, vaak in combinatie met de wens om treinverkeer alvast te ontvlechten voordat zich buiten de stad lijnen afsplitsen.
- De verbinding tussen Brussel-Noord, -Centraal en -Zuid, de Noord-Zuidverbinding.
- De verbinding tussen Amsterdam Muiderpoort, -Centraal en -Sloterdijk. In het gedeelte tussen het Haarlemmerplein en station Sloterdijk lopen de sporen echter niet parallel, aangezien de spoorlijn richting Schiphol de andere sporen haaks kruist om station Sloterdijk.
- In België wordt gebouwd aan de nieuwe spoorlijn 25N. Deze is voltooid behalve voor het trajectdeel tussen station Mechelen en Nekkerspoel. Wanneer deze werken afgerond zullen zijn, zal door de combinatie van spoorlijnen 25N, 25 en 27 een zessporig traject ontstaan tussen station Mechelen-Nekkerspoel en de E19, waar lijn 25N afbuigt. Daar lijn 25N ook doorrijdt tot Schaarbeek maar via een eigen route, kan eigenlijk gesproken worden over een zessporig traject tussen Mechelen-Nekkerspoel en Schaarbeek.

## Achtsporigheid
In het kader van het Randstadspoor is in Utrecht tussen Utrecht Centraal en Utrecht Lunetten aansluiting het viersporige traject verdubbeld tot een achtsporig traject. Vanaf 2015 zijn er vier sporen in de richting Den Bosch en vier sporen in de richting Arnhem. Deze twee spoorlijnen hebben onderling echter weinig tot geen wissels om technische problemen tot een minimum te beperken. Er is op 22 augustus 2016 een halte Vaartsche Rijn op het gemeenschappelijke traject geopend. De indeling is complex: de twee verschillende Sprinter-lijnen zijn daar in lijnbedrijf. De twee naar het zuiden gaande intercitysporen naar Arnhem en Den Bosch lopen, tussen beide Sprinter-lijnen in, in richtingbedrijf, helemaal oostelijk liggen weer twee naar het noorden gaande Intercity-sporen in richtingbedrijf (komend uit Arnhem respectievelijk Den Bosch) naar Utrecht Centraal en verder. 
Parallel aan deze sporen lopen oostelijk ook twee sporen voor de Uithoflijn, een sneltram in Utrecht naar het Utrecht Science Park. Ook deze sporen volgen (vanuit Utrecht Centraal gezien) vanaf Utrecht Lunetten Aansluiting hun eigen tracé en buigen daar af naar het noorden.